# Pseudophegopteris cyclocarpa
Pseudophegopteris cyclocarpa är en kärrbräkenväxtart som beskrevs av Holtt. Pseudophegopteris cyclocarpa ingår i släktet Pseudophegopteris och familjen Thelypteridaceae. Inga underarter finns listade.